# Hyalinia rubicola
Hyalinia rubicola är en svampart som först beskrevs av Cooke & W. Phillips, och fick sitt nu gällande namn av Jean Louis Emile Boudier 1907. Hyalinia rubicola ingår i släktet Hyalinia och familjen vaxskålar.   Inga underarter finns listade i Catalogue of Life.